# Braybrook
Braybrook är en del av en befolkad plats i Australien. Den ligger i kommunen Maribyrnong och delstaten Victoria, nära delstatshuvudstaden Melbourne.
Trakten är tätbefolkad. Närmaste större samhälle är Melbourne, nära Braybrook. 
Runt Braybrook är det i huvudsak tätbebyggt. Genomsnittlig årsnederbörd är 971 millimeter. Den regnigaste månaden är juni, med i genomsnitt 115 mm nederbörd, och den torraste är januari, med 34 mm nederbörd.